# Họ Ếch Seychelles
Họ Ếch Seychelles (danh pháp khoa học: Sooglossidae) là một họ ếch nhái với 4 loài sinh sống trên quần đảo Seychelles. Khi hiểu theo nghĩa rộng thì nó còn bao gồm cả ếch tía (Nasikabatrachus sahyadrensis) ở Tây Ghats (Ấn Độ).

## Phân loại
Cho tới gần đây thì họ này được coi là bao gồm các chi Nesomantis (1 loài: Nesomantis thomasseti) và Sooglossus, nhưng theo sửa đổi năm 2006 thì chi Nesomantis được coi là đồng nghĩa muộn của Sooglossus. Nghiên cứu phát sinh chủng loài của Nussbaum và Wu (2007) cho thấy Sooglossus gardineri và Sooglossus pipilodryas là khác biệt với 2 loài còn lại về lượng nhiễm sắc thể, tiếng kêu và lượng đồng enzym (isozyme). Họ đã tạo ra chi mới là Sechellophryne để phân biệt rõ hơn các khác biệt này.
Loài ếch tía phát hiện năm 2003 tại Tây Ghats ban đầu được gán vào họ Nasikabatrachidae, được Frost và ctv (2006) coi là thuộc về họ Sooglossidae do Nasikabatrachidae là họ đơn loài và cả hai họ này tạo thành một nhóm đơn ngành. Tuy nhiên, ngay sau đó, gần như là rộng khắp, sự sử dụng định nghĩa mở rộng của Sooglossidae ít được thừa nhận, do tính cổ xưa của cả hai nhóm này. Bossuyt và Roelants (2009) coi ếch tía là một họ khác biệt do niên đại của sự rẽ ra của nó từ họ Sooglossidae.
Tất cả các loài trong họ đều là ếch sinh sống trên cạn có kích thước tương đối nhỏ, dài khoảng 4 cm, ẩn nấp trong đám lá rụng hay trong các khe đá nứt. Chúng là bất thường đối với các loài ếch nhái mới (Neobatrachia) ở chỗ chúng thực hiện việc cõng ghép đôi ở bẹn, dạng nguyên thủy của cõng ghép đôi. Chúng đẻ trứng trên nền đất ẩm ướt chứ không đẻ trong nước. Một loài không có giai đoạn nòng nọc, với trứng nở trực tiếp thành ếch con, trong khi các loài kia mang các con nòng nọc trên lưng cho tới khi chúng biến thái.
Cho tới nay, vẫn chưa có hóa thạch nào được phát hiện cho họ này. Tổ tiên của Nasikabatrachus đã tách ra khỏi họ Sooglossidae (nghĩa hẹp) khi quần đảo Seychelles tách khỏi Ấn Độ khoảng 100 triệu năm trước.

## Các chi
Họ này được Noble (1894-1940) miêu tả lần đầu tiên năm 1931.
- Chi Sooglossus Boulenger, 1906, đồng nghĩa: Nesomantis Boulenger, 1909
  - Ếch Seychelles (Sooglossus sechellensis). Loài điển hình của chi này.
  - Ếch Thomasset (Sooglossus thomasseti)
- Chi Sechellophryne Nussbaum & Wu, 2007, đồng nghĩa: Leptosooglossus Van der Meijden và ctv, 2007
  - Ếch Seychelles Gardiner (Sechellophryne gardineri, đồng nghĩa: Sooglossus gardineri). Loài điển hình của chi này.
  - Ếch cọ Seychelles (Sechellophryne pipilodryas, đồng nghĩa: Sooglossus pipilodryas)
- Chi Nasikabatrachus Biju & Bossuyt, 2003
  - Ếch tía hay ếch mũi lợn (Nasikabatrachus sahyadrensis)